# Macuiltochtli
Macuiltochtli ("Cinque Coniglio" in lingua nahuatl classica; da macuilli, cinque, e tochtli, coniglio) è una delle cinque divinità degli Aztechi e di altre culture precolombiane che, note collettivamente come Ahuiateteo, simboleggiavano l'eccesso, il piacere estremo e le punizioni.
Macuiltochtli e gli altri Ahuiateteo (Macuilxochitl ("5 fiore"), Macuilcuetzpalin ("5 lucertola"), Macuilcozcacuahtli ("5 avvoltoio") e Macuilmalinalli ("5 erba") prendevano il nome da specifici giorni del tonalpohualli (versione azteca del calendario mesoamericano da 260 giorni), dove il coefficiente del giorno (trecena) di cinque era fortemente legato agli eccessi ed alla perdita di controllo. Le tradizioni centroamericane post-classiche identificano i conigli con l'atto di bere il pulque e l'ubriachezza, e per estensione Macuiltochtli era quindi associato all'ebbrezza ed al consumo esagerato di bevande alcoliche.
Macuiltochtli faceva parte del Centzon Totochtin, i 400 conigli che formavano gli dei dell'ubriachezza.